# 稲田邦植

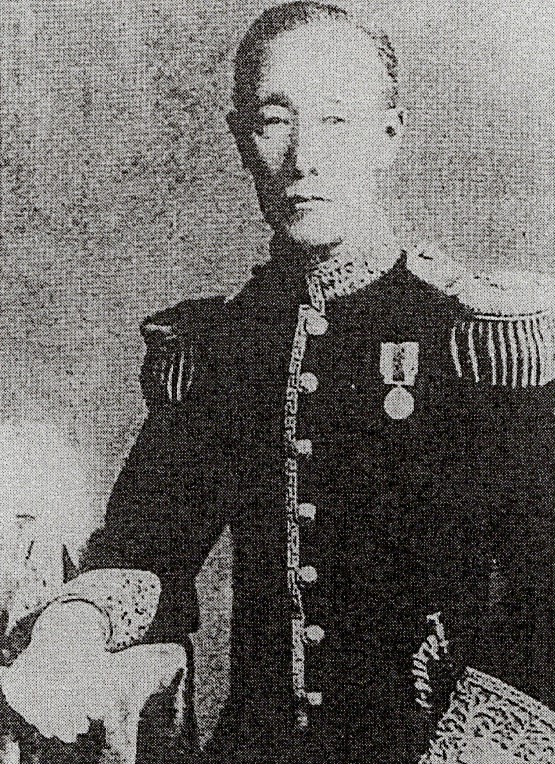
稲田邦植

稲田 邦植（いなだ くにたね、1855年12月26日（安政2年11月18日） - 1931年（昭和6年）5月28日）は稲田家16代当主。稲田家は代々徳島藩の筆頭家老であり、かつ淡路国洲本城主（現在の兵庫県洲本市）だった。維新後は男爵。

## 経歴
安政2年（1855年）11月18日、14代当主稲田植乗の長男として生まれた。母は禎寿院。幼名は小八郎。
父が早く亡くなり、15代当主稲田植誠の養子となった。1865年（慶応元年）12月、11歳で家督を継ぎ、九郎兵衛を名乗った。徳島藩は佐幕であったのに対して、尊皇攘夷派であったため早々に新政府軍に帰順した。1868年（慶応4年）、鳥羽・伏見の戦いでは日の御門を守衛し、摂津国西宮への出兵や高松藩の征討、有栖川宮熾仁親王の護衛などの任を務めた。しかしこれらの出兵は徳島藩の裁可を得たものでなく、より一層対立を深めることとなる。
1870年（明治3年）5月、庚午事変により兵庫県貫属となる。同年10月、新政府より北海道静内郡（現在の新ひだか町の一部）及び色丹島（花咲郡志古丹）を賜り、開拓を命じられる。翌年の1871年（明治4年）3月15日に一向に開拓が進まない徳島藩領となっていて、隣接する新冠郡を加増されるが、7月の廃藩置県により、館藩（松前藩）の旧領を除く北海道全体が北海道開拓使の管轄下となったため、領有権は無くなったが開拓使貫属となり、開拓使のもとで静内の開拓に従事した。明治5年に稲田邸が完成し、1873年（明治6年）、邦植は家族とともに静内に移住した。
1877年（明治10年）西南戦争が起こると予備少尉の任を受け、旧家臣と東京に出陣した。1879年（明治12年）陸軍少尉となり、札幌に在勤した。静内での実務面は弟の邦衛が行った。1895年（明治28年）に静内の土地や建物は邦衛に譲って徳島県に引退した。
1896年（明治29年）6月9日、勤王および北海道開拓の功により男爵となる。1910年（明治43年）に正四位。甥の稲田昌植を養子として迎えた。1920年（大正9年）2月10日に隠居し、同年3月10日に昌植が男爵を襲爵した。
1931年（昭和6年）5月28日、死去。墓所は、洲本市の江国寺。

## 栄典
- 1896年（明治29年）6月9日 - 男爵[5]
- 1902年（明治35年）12月20日 - 従四位[6]
- 1910年（明治43年）12月27日 - 正四位[7]

## 親族
（出典：『昭和新修華族家系大成』、『平成新修旧華族家系大成』）
- 姉：理 - 加納平次右衛門の妻
- 妹：ヤウ - 酒井忠匡室（のち、離縁）、北海道大学初代総長・佐藤昌介の妻
- 弟：稲田邦衛[要出典]
- 妻：むめ（1862年5月 - 1946年11月） - 溝呂木茂兵衛の長女
- 養子・甥：稲田昌植 - 佐藤昌介の二男。貴族院議員

## 関連作品
- 『北の零年』 - 庚午事変を題材にした映画。作中、静内に船で到着するが時代が変わったとすぐに帰ってしまうのは、史実と異なる。